# ¡Dame un poco de amooor...!
¡Dame un poco de amooor...! és una pel·lícula espanyola d'animació tradicional i música llançada en 1968 que barreja imatge real amb l'animada, i protagonitzada pel grup Los Bravos. Pren el seu nom a partir de la cançó Bring a Little Lovin'. Fou escrita i dirigida per José María Forqué.

## Argument
Mike, vocalista de Los Bravos, és segrestat pel vilà xinès Chou-Fang, un seguidor de les doctrines de Fu-Manchú. L'objectiu de Chou-Fang és dominar el món per mitjà d'una fórmula química el secret de la qual coneix un ancià científic. La filla del professor, Chin Sao-Ling, acudeix a Mike a la recerca d'ajuda i l'involucra en la perillosa trama.

## Repartiment
- Manolo Fernández/Miguel Vicens/Mike Kennedy/Pablo Sanllehi/Tony Martínez - Los Bravos
- Rosenda Monteros - Chin Sao-Ling
- Luis Peña - Chou Fang
- Laly Soldevila - infermera
- José Luis Coll - Xinès
- Luis Sánchez Polack - Don Eladio
- Venancio Muro
- Rafaela Aparicio

## Producció
Les parts animades de la pel·lícula es van realitzar mitjançant un sistema inventat pel director Francesc Macián i Blasco i anomenat 'technofantasy', que consisteix a dibuixar els fotogrames d'escenes ja rodades amb personatges reals.